# Сулимовка (Бориспольский район)

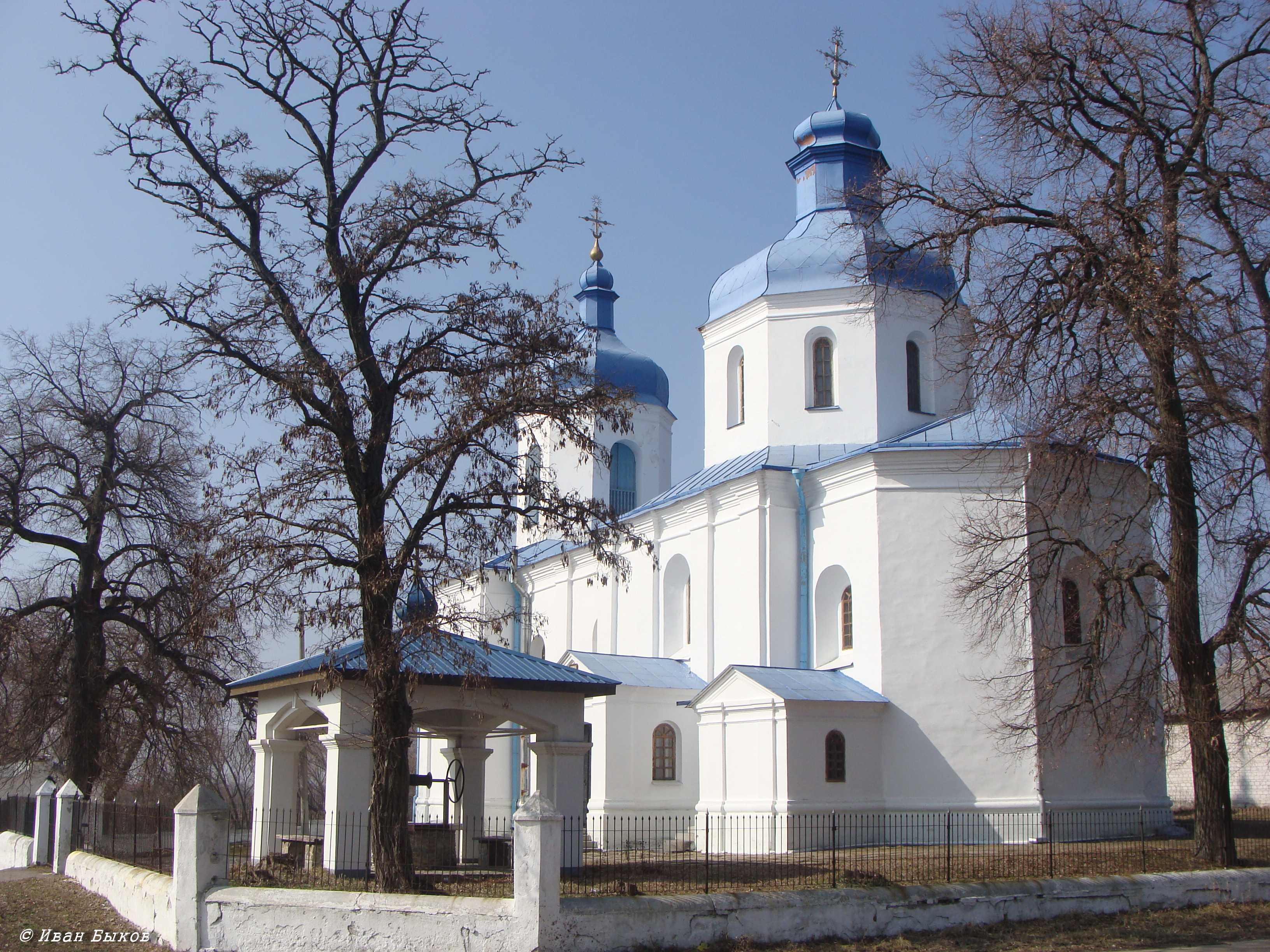
Покровская церковь. 1622-29, 1708 гг

Сулимовка (укр. Сулимівка) — село, входит в Бориспольский район Киевской области Украины.
Население по переписи 2001 года составляло 241 человек. Почтовый индекс — 08333. Телефонный код — 4595. Занимает площадь 2,044 км². Код КОАТУУ — 3220884405.
Сулимовка получила название от своих прежних владельцев — переяславских полковников из рода Сулима. Местная церковь служила усыпальницей Ивана Сулимы и всего семейства.

## Местный совет
08333, Киевская обл, Бориспольский р-н, с. Кучаков, ул. Гетьмана Ивана Сулимы, 76